# Beaurecueil
Beaurecueil je obec ve Francii v departementu Bouches-du-Rhône.

## Poloha
Obec se nachází 8 kilometrů východně od obce Aix-en-Provence. Je zároveň součástí komunity obcí Communauté d’agglomération du Pays d’Aix. Další obce v okolí jsou Le Tholonet, Puyloubier a Saint-Antonin-sur-Bayon. K Beaurecueilu přísluší dříve samostatná obec Roques-Hautes.

## Pamětihodnosti
- kostel
- zámek s věží z 15. století

## Obecní znak
V modrém gotickém štítě položení dva k sobě obrácení jednoocasí zlatí lvi se zlatou zbrojí držící společně nad sebou stříbrné srdce.

## Vývoj počtu obyvatel
| Rok            | 1962 | 1968 | 1975 | 1982 | 1990 | 1999 | 2008 |
| Počet obyvatel | 335  | 259  | 391  | 458  | 510  | 568  | 610  |